# Babanki
Das Babanki (auch finge, kedjom, kejeng, kejom, kidzem, kidzom; ISO 639-3: bbk) ist eine bantoide Sprache, die von der Volksgruppe der Babanki aus der Kulturregion Kameruner Grasland in der Kameruner Region Nordwest von insgesamt 22.500 Personen gesprochen wird.
Die Sprache gehört zu den zentralen Ring-Sprachen innerhalb der Sprachgruppe der Graslandsprachen. Die Sprecher gehen zusehends dazu über, das Kameruner Pidginenglisch – und mit der Zeit auch die Amtssprache Englisch – als Muttersprache zu übernehmen. Die Hauptorte, in denen die Sprache gesprochen wird, sind: Kejom-Ketingo und Kejom-Keku.